# 双桥 (曼哈顿)
双桥（Two Bridges）是纽约市 曼哈顿区的一个社区，坐落在下东城和曼哈顿华埠南端的东河河滨，靠近布鲁克林大桥和曼哈顿大桥。在该社区的大部分历史中，一直被认为是下东城的一部分。传统上，双桥是一个移民社区，以前居住的是来自欧洲的移民，但现在大部分来自拉丁美洲和中国。2003年9月，双桥历史区被列入国家史迹名录。

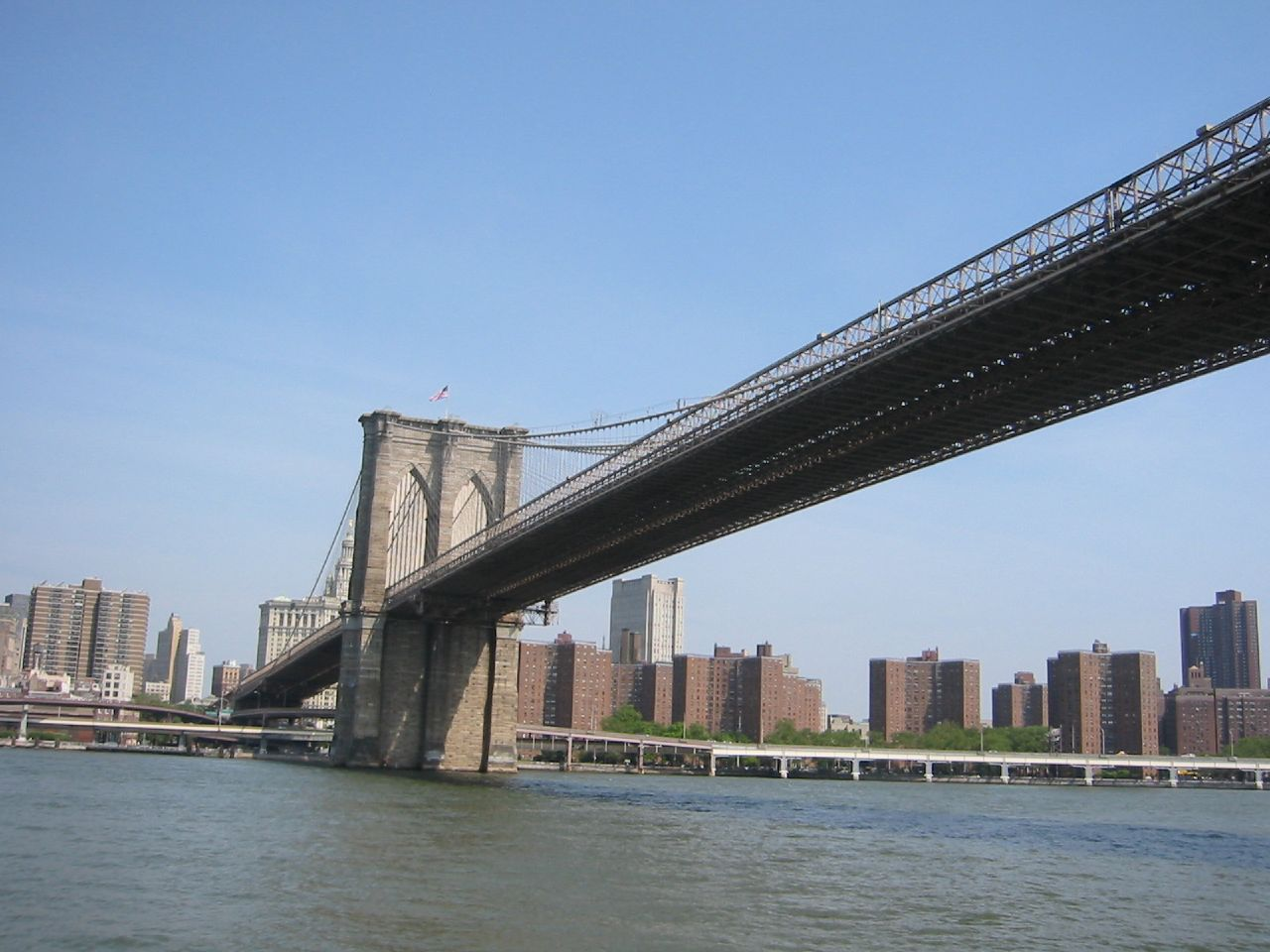

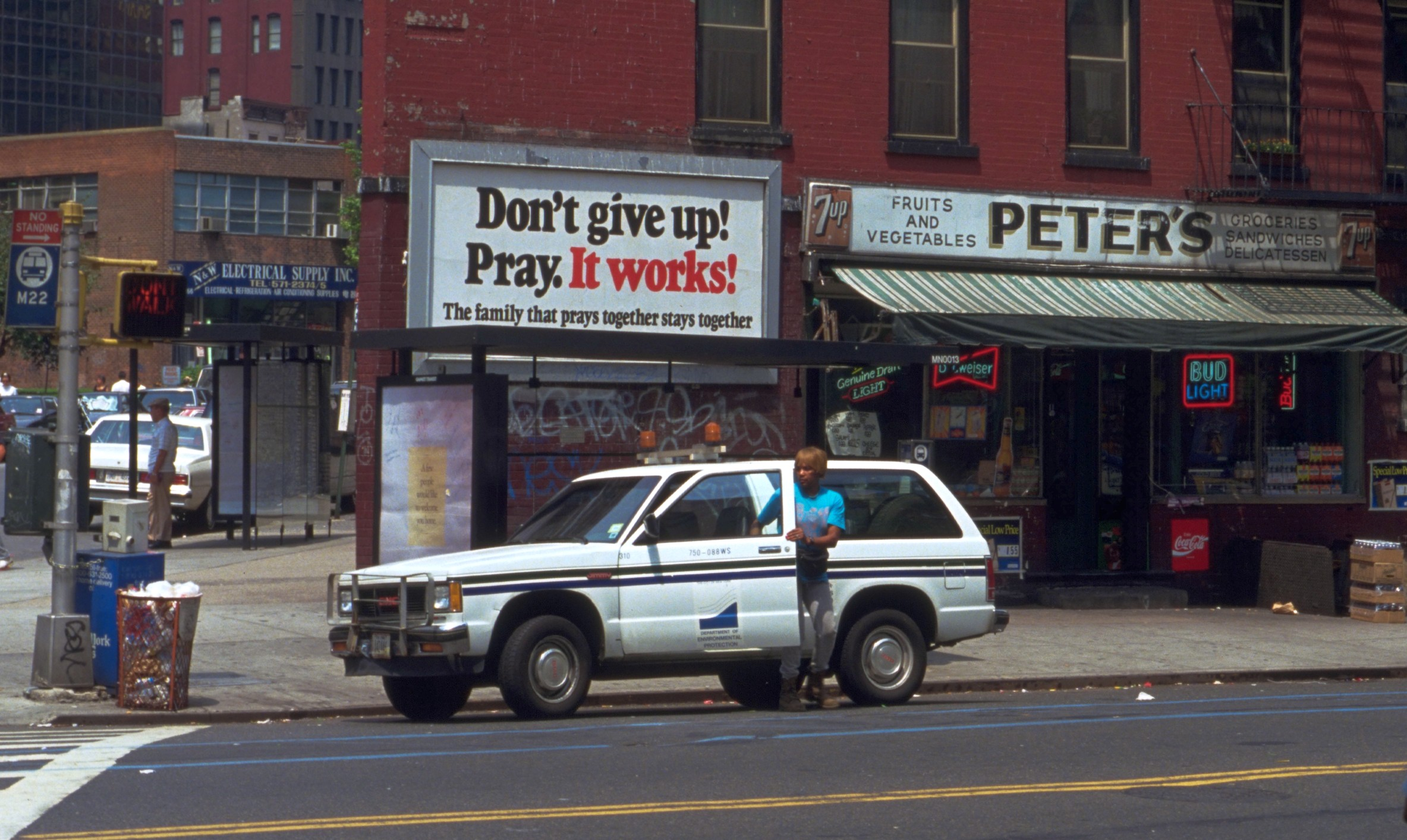

### 双桥历史区
2003年9月，双桥历史区被列入国家史迹名录。该区包括九个街区，大致边界为东百老汇大道（East Broadway）、市场街（Market Street）、车厘街（Cherry Street）、加薩林街（Catherine Street）、麦地逊街（Madison Street）和St. James Place。
该区包括州和联邦史迹名录上的以下地标：
- 以色列余民會堂的第一公墓
- 尼克博克村（Knickerbocker Village）
- 海员教堂（Mariners Temple）
- 海陆教堂（The Sea and Land Church）
- 圣雅各伯堂（St. James' Roman Catholic Church）
- 市场街51号
- 艾尔弗雷德·E·史密斯州长故居（Alfred E. Smith House）